# جایزه بزرگ بحرین
جایزه بزرگ بحرین یکی از مسابقات قهرمانی فرمول یک است که با حمایت مالی گلف ایر در بحرین برگزار می‌شود. نخستین دوره این مسابقه در چهارم آوریل ۲۰۰۴ در پیست بین‌المللی بحرین برگزار شد، و این نخستین باری بود که فرمول یک به خاورمیانه سفر می‌کرد.
معمولا جایزه بزرگ بحرین سومین مسابقه تقویم فرمول یک است. هرچند دو بار زمان آن تغییر یافته است. در فصل ۲۰۰۶ مسابقهٔ بحرین جای جایزه بزرگ استرالیا به عنوان افتتاحیه سنتی را گرفت تا از تداخل میان مسابقه استرالیا و بازی‌های کشورهای مشترک‌المنافع جلوگیری شود. در فصل ۲۰۱۰ نیز بحرین میزبان افتتاحیه بود و خودروها در مسیر ۶٫۳ کیلومتری «پیست استقامتی» رانده‌ شدند.
جایزه بزرگ ۲۰۱۱ که قرار بود روز ۱۳ مارس برگزار شود، در ۲۱ فوریه به دلیل اعتراضات داخلی در بحرین و پس از اعتراض چند راننده از جمله مارک وبر و دیمون هیل لغو شد.
فعالان حقوق بشر تلاش کردند جایزه بزرگ ۲۰۱۲ را به بهانه گزارش‌هایی از نقض حقوق بشر توسط حکومت بحرین لغو کنند. پرسنل تیم‌ها نیز دربارهٔ امنیت ابراز نگرانی کردند؛ ولی مسابقه طبق برنامه‌ریزی در ۲۲ آوریل برگزار شد.
در فصل ۲۰۱۴ به مناسبت ده ساله شدن جایزه بزرگ بحرین، مسابقه در شب و زیر نور پروژکتورها برگزار شد. به این ترتیب پس از جایزه بزرگ سنگاپور ۲۰۰۸ دومین مسابقهٔ فرمول یک بود که در شب انجام می‌شد. همهٔ مسابقات بعدی نیز در شب برگزار شدند.
مدت کوتاهی پس از مرحلهٔ آزمایشی فرمول یک در فوریهٔ ۲۰۱۴ برگزار کنندگان جایزه بزرگ بحرین تصمیم گرفتند پیچ اول مسیر مسابقه را به افتخار میشائیل شوماخر، قهرمان هفت فصل فرمول یک و برای حمایت از او که در دسامبر ۲۰۱۳ در سانحهٔ اسکی دچار مصدومیت شدیدی شده‌بود، نامگذاری کنند.

## تاریخچه
ساخت پیست بین‌المللی بحرین در صخیر در سال ۲۰۰۲ آغاز شد. حمایت داخلی زیادی از پروژه صورت گرفت و از آن را آینده‌ای برای نسل بعدی رانندگان بحرینی دانستند. بحرین با چند کشور دیگر منطقه شامل مصر، لبنان و امارات متحده عربی برای میزبانی یک مرحلهٔ فرمول یک رقابت داشت. با کامل شدن پروژه، این پیست به مرکز ورزش‌های موتوری در خلیج فارس تبدیل شد و میزبانی چند مسابقهٔ دیگر مانند مسابقات درگ، جی‌تی، فرمول ۳ و سوپرکار وی۸ را به عهده گرفت.

## ویژگی‌ها
یکی از ویژگی‌های مسیر، سطح زیاد حاشیه‌های آن است که انتقاداتی را برانگیخته است. البته این حاشیه‌ها از ورود ماسه به مسیر جلوگیری می‌کنند و به همین دلیل، پیست بحرین یکی از امن‌ترین مسیرها در جهان است.
با وجود قانونی بودن مشروبات الکلی در بحرین، رانندگان روی سکو شامپاین نمی‌پاشند و به جای آن از گلاب بدون الکل استفاده می‌کنند.

## حامیان مالی
- ۲۰۰۴ تا ۲۰۱۰ و ۲۰۱۲ تاکنون: گلف ایر